# Canton de Bergerac
Pour les articles homonymes, voir Canton de Bergerac (homonymie).
Le canton de Bergerac est une ancienne division administrative française située dans le département de la Dordogne, de 1790 à 1973.

## Historique
Le canton de Bergerac est l'un des cantons de la Dordogne créés en 1790, en même temps que les autres cantons français. Il a d'abord été rattaché au district de Bergerac jusqu'en 1795, date de suppression des districts, avant de faire partie en 1801 de l'arrondissement de Bergerac.
En 1973, il est scindé en deux cantons : Bergerac-1 et Bergerac-2.

## Géographie
Ce canton était organisé autour de Bergerac dans l'arrondissement de Bergerac. Son altitude variait de 12 m (Bergerac) à 173 m (Queyssac).

## Représentation

### Conseillers généraux de 1833 à 1973
| Période      | Période          | Identité                        | Étiquette              | Qualité |
| ------------ | ---------------- | ------------------------------- | ---------------------- | --- |
| 1833         | 1836             | Jean-François Lescure           |                        | Médecin, maire de Bergerac (1830-?)                                                                                     |
| 1836         | 1842 (décès)     | Antoine Durand de Corbiac       | Majorité ministérielle | Propriétaire, industriel, négociant, maire de Bergerac Député (1837-1842)                                               |
| 1842         | 1847 (démission) | Henri Eyriniac                  |                        | Avocat, maire de Bergerac nommé sous-préfet de Lesparre en 1847                                                         |
| 1847         | 1848             | Charles Delard de Rigoulières   |                        | Ancien officier Propriétaire à Bergerac                                                                                 |
| 1848         | 1869             | Antoine Bugniet                 |                        | Avocat à Bergerac |
| 1870         | 1877             | Jean Garrigat                   | Républicain            | Médecin Député (1876-1885), sénateur (1885-1891)                                                                        |
| 1877         | 1883             | Henri Marie Raoul de la Panouse | Droite royaliste       | Ancien capitaine adjudant-major dans la Garde nationale mobile de la Dordogne Propriétaire du château de Tiregand       |
| 1883         | 1925 (décès)     | Jacques Henri Garrigat          | Républicain            | Avocat à Bergerac |
| 1925         | 1940             | Émile Chassagne                 | Rad.ind.               | Négociant à Bergerac, conseiller d'arrondissement Nommé conseiller départemental en 1943                                |
|              |                  |                                 |                        | |
| 1945         | 1951             | Marcel Breton                   | Rad.                   | Médecin - Maire de Bergerac                                                                                             |
| 1951         | 1952 (décès)     | Maurice Barat                   | Rad.                   | |
| 23 mars 1952 | 1962             | Germaine Morize                 | Rad.                   | Conseillère de l'Enseignement technique Directrice des cours de commerce de Bergerac                                    |
| 1962         | 1973             | Louis Pimont                    | SFIO puis PS           | Préfet honoraire Député (1967-1968 et 1973-1975) Maire de Bergerac (1967-1975) Élu en 1973 dans le canton de Bergerac-1 |

### Conseillers d'arrondissement (de 1833 à 1940)
| Période                                  | Période      | Identité                                      | Étiquette          | Qualité |
| ---------------------------------------- | ------------ | --------------------------------------------- | ------------------ | --- |
| Les données manquantes sont à compléter. |              |                                               |                    | |
| 1833                                     | 1858         | Étienne Couderc                               |                    | Juge puis Juge d'instruction au Tribunal civil de Bergerac                                                  |
| 1858                                     | 1877         | Jean Pierre François Gontier de Biran-Lagrèze |                    | Maire de Bergerac (1850 à 1863)                                                                             |
| 1877                                     | 1907 (décès) | Lucien Barraud                                | Républicain        | Docteur-médecin à Bergerac, ancien médecin-major des mobilisés de la deuxième légion de la Dordogne         |
| 1907                                     | 1908         | Pierre-Henri Dugau                            | Bloc républicain   | Médecin de la Société de secours mutuel des ouvriers, Bergerac                                              |
| 1908                                     | 1913         | Émile Simbat                                  |                    | Médecin, maire de Bergerac                                                                                  |
| 1913                                     | 1928         | Émile Chassagne                               | Républicain modéré | Négociant à Bergerac, Président du conseil d'arrondissement                                                 |
| 1928                                     | 1934 (décès) | Désiré Mourot                                 | Radical            | Maire de Lamonzie-Montastruc                                                                                |
| 1934                                     | 1937         | Charles Mary                                  | URD puis PDP       | Médecin |
| 1937                                     | 1940         | M. Galtier                                    | Radical            | Médecin |
| 1940                                     |              |                                               |                    | Les conseils d'arrondissement ont été suspendus par la loi du 12 octobre 1940 et n'ont jamais été réactivés |

(sources : journal Le Temps, journal La Dépêche (sur Gallica).
Sources : "Annuaires et calendriers 1789-1842 " sur le site des archives départementales de la Dordogne. https://archives.dordogne.fr/r/72/fonds-imprimes/annuaires-et-calendriers?arko_default_6076b1c79b335--ficheFocus=

## Composition
Communes du canton de Bergerac dès sa création :
- Bergerac[Cass 1],
- Cours-de-Pile[Cass 2],
- Creysse[Cass 3],
- Lembras[Cass 4],
- Mons jusqu'en 1829 (fusion avec Saint-Germain-et-Mons)[Cass 5],
- Saint-Germain jusqu'en 1829 puis Saint-Germain-et-Mons[Cass 6],
- Saint-Laurent-des-Vignes[Cass 7],
- Saint-Nexans[Cass 8],

Trois communes éphémères ont également fait partie du canton de Bergerac avant 1795 :
- La Conne (fusion avec Bergerac)[Cass 9],
- La Madeleine (fusion avec Bergerac)[Cass 10],
- Saint Cernin de Gabanelle (fusion avec Saint-Laurent des Vignes)[Cass 11].

Deux autres communes intégrées à celle de Bergerac avant 1795 ont peut-être également fait partie de ce canton :
- Saint Christophe de Monbazillac[Cass 12],
- Sainte Foy des Vignes[Cass 13].

En 1801, le canton de Bergerac s'agrandit avec quatre communes de l'ancien canton de Liorac :
- Lamonzie-Montastruc[Cass 14],
- Mouleydier[Cass 15],
- Queyssac[Cass 16],
- Saint-Sauveur[Cass 17].

Le canton de Bergerac regroupait onze communes de 1829 à 1973 :
- Bergerac
- Cours-de-Pile
- Creysse
- Lamonzie-Montastruc
- Lembras
- Mouleydier
- Queyssac
- Saint-Germain-et-Mons
- Saint-Laurent-des-Vignes
- Saint-Nexans
- Saint-Sauveur